# Podcasting

Logo indiquant un flux RSS, généralement utilisé pour le podcasting.

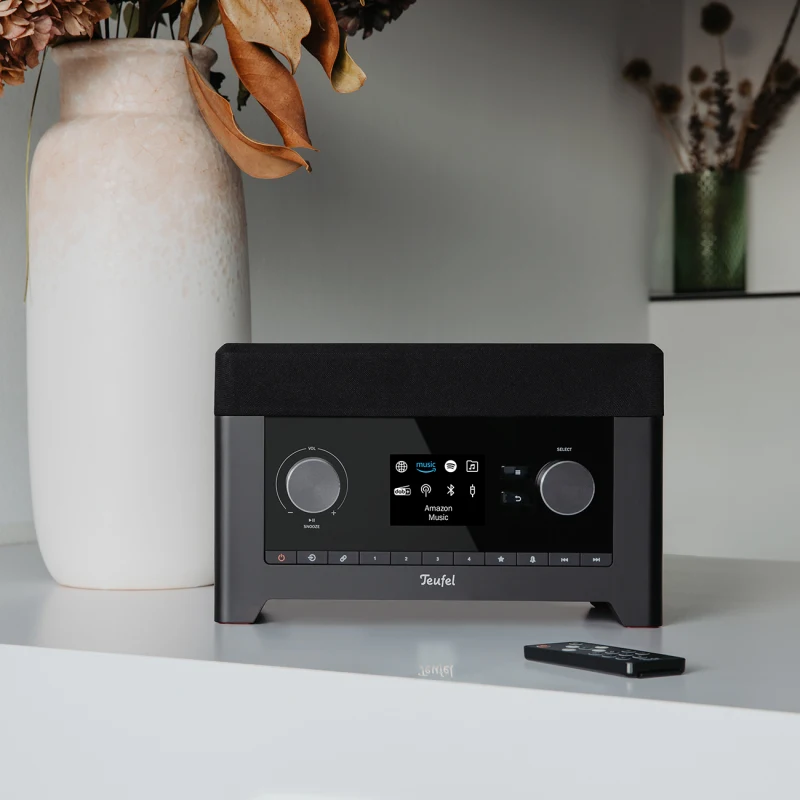
Radio 2.1 Wi-Fi/DAB+/FM/USB/podcast/Bluetooth

Le podcasting, aussi appelé diffusion pour baladeur puis service audio à la demande en France, et baladodiffusion au Canada francophone, est un moyen de diffuser sur Internet des fichiers (audio, vidéo ou autres) appelés podcasts (aussi appelés audio ou audio à la demande (AAD) en France, et balados au Canada).
Par l'entremise d'un abonnement à un flux de données au format RSS ou Atom, le podcasting permet aux utilisateurs l'écoute immédiate ou le téléchargement automatique d'émissions audio ou vidéo, à destination par exemple de baladeurs numériques, en vue d'une écoute ultérieure [réf. nécessaire].

## Historique
Le mot « podcast » provient de la combinaison des termes « iPod » et « broadcasting ». Si le principe existe depuis 2000, le terme « podcasting » a été proposé en 2004 par Ben Hammersley du journal britannique The Guardian.
Le podcasting trouve son origine dans l’avènement du Web 2.0 et en France particulièrementdans le développement de technologies comme le RSS.
Dans son article présentant le Web 2.0, Tim O'Reilly dénote les possibilités qu’offrent les flux RSS : « RSS n’est désormais plus seulement utilisé pour afficher les actualités des blogs, mais aussi pour toute sorte de données régulièrement mises à jour : cours de la bourse, météo, disponibilité de photos ». Même si O’Reilly ne parle alors pas de vidéo, cela se présente comme une évolution logique de la syndication des contenus.
En France, tmdjc.com est le premier site Web à proposer des podcasts gratuits, à partir du 21 décembre 2001. Il sera la source d'inspiration de nombreux podcasts comme Haut Bas gauche Droite, Beside Games, Level MAX ou encore Hey, tu connais. Il est suivi de Arte-radio.com à partir du 1er février 2004 (licence Creative Commons) puis par Gameblog le 20 février 2007, qui sera également une source d'inspiration pour un nombre incroyable de podcasts (comme Bas Gros Poing, La Caz Retro, La Cellule…).

### Adoption
À partir de 2010, on voit fleurir en France des annuaires regroupant de nombreux flux RSS comme PodCloud, Podcast France, Podmust, Blubrry, Castbox…
En 2014, le podcast Serial aux États-Unis marque un renouveau de l'écoute. Dès le début de sa diffusion, Serial est numéro un des écoutes sur iTunes et, en novembre 2014, il devient le premier podcast à atteindre les 5 millions de téléchargements et d'écoutes en streaming. À la suite de cette série, entre 2015 et 2016, la notoriété des podcasts explose aux États-Unis.
En 2018, le podcasting connaît une effervescence avec l'arrivée de créateurs de plus en plus nombreux,, mais c'est un média qui souffre encore d'un déficit de notoriété en France. En 2019, 9 % des Français écoutaient des podcasts natifs au moins une fois par semaine, soit 3,4 millions de personnes,. Au Canada en 2020, environ un adulte sur trois écouterait au moins un podcast (natif et non-natif), par mois. Les podcasts pour enfants ont connu un fort essor avec la pandémie de COVID-19, en France en Suisse et au Canada.

## Fonctionnement

### Concept
Les podcasts, audio comme vidéo, sont disponibles sur Internet. Ils sont émis par différents types de diffuseurs et automatiquement reçus dans un lecteur, c'est-à-dire une application qui cumule les émissions. Par la suite, l'auditeur peut les écouter directement sur ce lecteur, les télécharger sur son ordinateur personnel ou les transmettre sur son baladeur.
Le podcasting se différencie de la radiodiffusion et de la télédiffusion par la distribution du son ou de l'image non par un mécanisme centralisé qui enverrait un flux vers ses auditeurs (soit « un à tous »), mais par l'action des auditeurs qui téléchargent les fichiers podcasts (soit « tous par un » — ou encore « tirée » au lieu de « poussée »). Les auteurs publient des fichiers et c'est aux auditeurs que revient le rôle de gérer une liste de lecture avec leurs différentes souscriptions. Le téléchargement des fichiers est alors automatisé et issu des multiples sources qu'ils ont choisies. En d'autres termes, c'est l'auditoire qui choisit les auteurs et programmes. Les mises à jour des nouvelles émissions auxquelles ils sont abonnés seront automatiques dans leur agrégateur.
Les deux acteurs du podcasting sont donc :
- ceux qui cherchent eux-mêmes les fichiers audio ou vidéo (utilisateur) ;
- ceux qui publient sur Internet ces fichiers audio ou vidéo (diffuseur).

Représentation du processus de la baladodiffusion.

### Description technique
En mettant en place les technologies nécessaires au téléchargement automatique de fichiers audio et vidéo, le podcasting a été popularisé par les blogs ainsi que sur les sites de certains diffuseurs « traditionnels ». La disponibilité des baladeurs numériques et le virage qu'ont pris les diffuseurs de masse (radio et télévision) augmentent rapidement la popularité de ce mode de diffusion. De plus en plus de médias diffusent leurs émissions en différé par la méthode des flux RSS[réf. nécessaire]. Il s'agit pour l'auditeur de s'abonner gratuitement à une ou plusieurs diffusions, puis chaque mise à jour sera signalée et cumulée dans un agrégateur.
Les blogs, souvent des sites Web personnels, proposent un moyen facile à leurs auteurs de publier eux-mêmes leurs podcasts. Le format RSS donne un moyen de résumer ou de lister du contenu fraîchement ajouté au site. Les auteurs de sites utilisent aussi les flux RSS pour ajouter du contenu issu de sites tiers. Ainsi s'ajoutent maintenant, à l'écrit, l'audio, la vidéo et le téléchargement automatique de ces fichiers dans les ordinateurs personnels et les baladeurs capables de les lire.

### Formats
Le format principal du podcast est le flux RSS, qui prend la forme d’un fichier XML et permet d'ajouter des données descriptives et des métadonnées liées aux fichiers (les étiquettes ID3 pour les MP3) au contenu audio ou vidéo. Ces données sont par exemple la date, le titre, un résumé, des liens, des photos, etc. Des fonctionnalités avancées sont disponibles sur les fichiers au format MPEG-4, comme le chapitrage (utile pour arriver directement à une séquence particulière lorsque le contenu lu est assez long ou segmenté en plusieurs rubriques). Différentes extensions de fichier, introduites par Apple, permettent de distinguer les formats :
- .mp4, extension officielle du format MPEG-4 ;
- .m4a signale un fichier MPEG-4 audio (a pour audio) ;
- .m4b signale un fichier MPEG-4 chapitré (b pour bookmark en anglais, signifiant « signet » ou « chapitre ») ;
- .m4p signale un fichier MPEG-4 protégé (p pour protected en anglais, signifiant « protégé ») ;
- .m4v signale un fichier MPEG-4 vidéo (v pour video).

### Apports pédagogiques
Certains établissements d'enseignement, en particulier au Canada, ont tôt fait de voir l'intérêt de la baladodiffusion comme approche complémentaire à leur cursus. La plupart des grandes universités offrent depuis longtemps du contenu multimédia sur leurs sites internet, mais, depuis peu, elles utilisent la technique des flux de syndication pour toucher un plus grand public. Même si plusieurs cours universitaires demeurent payants, la plupart des établissements offrent une syndication gratuite[réf. nécessaire].
À l'occasion du séminaire sur la baladodiffusion dans l'enseignement en janvier 2007, le ministère de l'Éducation nationale et le ministère de l'Enseignement supérieur et de la Recherche français ont mis en évidence l'intérêt pédagogique lié à l'enregistrement et à la diffusion de cours en baladodiffusion[réf. nécessaire].
L'utilisation du podcast dans les établissements d'enseignement comporte plusieurs avantages potentiels. Pour les étudiants, ils pourraient permettre de pallier l'absentéisme des cours en format présentiel, d'améliorer la compréhension d'un sujet, d'améliorer les capacités de prise de note et de synthèse des étudiants, de proposer des compléments aux connaissances acquises, de multiplier les modes d'apprentissage et de choisir le moment de l'apprentissage. De plus, si ce sont les étudiants qui sont chargés de produire une émission de baladodiffusion, cela leur permet de pratiquer d'autres stratégies pédagogiques, telles l'école mutuelle, et d'apprendre à produire par eux-mêmes un contenu.
Pour les enseignants, l'emploi de baladodiffusions permet d'améliorer la prestation d'enseignement par le montage des fichiers audio ou vidéo, de valoriser son travail pédagogique, de produire un support pédagogique indépendant, d'améliorer l'accompagnement des étudiants et de motiver ceux-ci par l'utilisation d'un outil de leur quotidien.

#### Dans le monde
Au Canada, depuis 2006, plusieurs établissements offrent des cours audio et vidéo en baladodiffusion, dont l'université McMaster, l'université de Montréal, l'université de Sherbrooke, etc.
Aux États-Unis, non seulement des prestigieuses universités telles que l'université Duke, l'université Stanford, Massachusetts Institute of Technology ou l'université de Californie à Berkeley offrent plusieurs cours à leurs étudiants, mais elles ont également mis au point cette nouvelle façon d'enseigner.
En France, la sous-direction des technologies de l'information et de la communication pour l'enseignement (TICE) du ministère de l'Éducation nationale octroie des subventions aux établissements afin qu'ils s'équipent en matériel, et notamment en baladeurs MP3. Le Collège de France a commencé à podcaster ses cours en 2006. L'Université Lumière Lyon 2, pionnière en matière d'utilisation des TICE, possède depuis 2006 un système de baladodiffusion des conférences scientifiques d'intérêt général en extranet, ainsi que de certains cours (en intranet).

#### iTunes U
Le 30 mai 2007, le géant Apple annonce le lancement de iTunes U (« U » pour « universités ») via sa plate-forme de contenu numérique iTunes Store,. Le service est créé pour permettre l'accès gratuit à l'enseignement via des contenus audio et vidéo pour les étudiants des écoles et des universités, ainsi qu'à l'ensemble des utilisateurs de l'Internet. Les institutions membres ont la possibilité d'avoir leur propre site sur iTunes U, ce qui facilite la recherche de contenu. Le service en ligne est sans frais pour le chargement ou le téléchargement de ces documents. Le contenu comprend des cours magistraux, des cours de langues, des démonstrations en laboratoire, sportives et des visites du campus, fournis par de nombreux collèges et universités des États-Unis, Royaume-Uni, Australie, Canada, Irlande et Nouvelle-Zélande. Pour créer du contenu, il faut s'inscrire au programme comme « instructeur ».
iTunes U a recueilli du matériel provenant d'une multitude de lieux à travers le monde dont des universités, grandes écoles, musées, bibliothèques, comme d'autres institutions culturelles de valeur éducative. En 2008, on comptait plus de 75 000 fichiers disponibles en téléchargement. Chaque université peut être visitée grâce à la section des universités et collèges, et d'autres institutions peuvent être visitées à travers le campus au-delà de l'article.
Fin février 2013, Apple a annoncé le dépassement du milliard de téléchargements sur iTunes U, 60 % d'entre eux ayant été exécutés depuis l'extérieur des États-Unis. À cette date, les éducateurs pouvaient créer des cours iTunes U dans trente pays.

## Diffusion

### Lecteurs

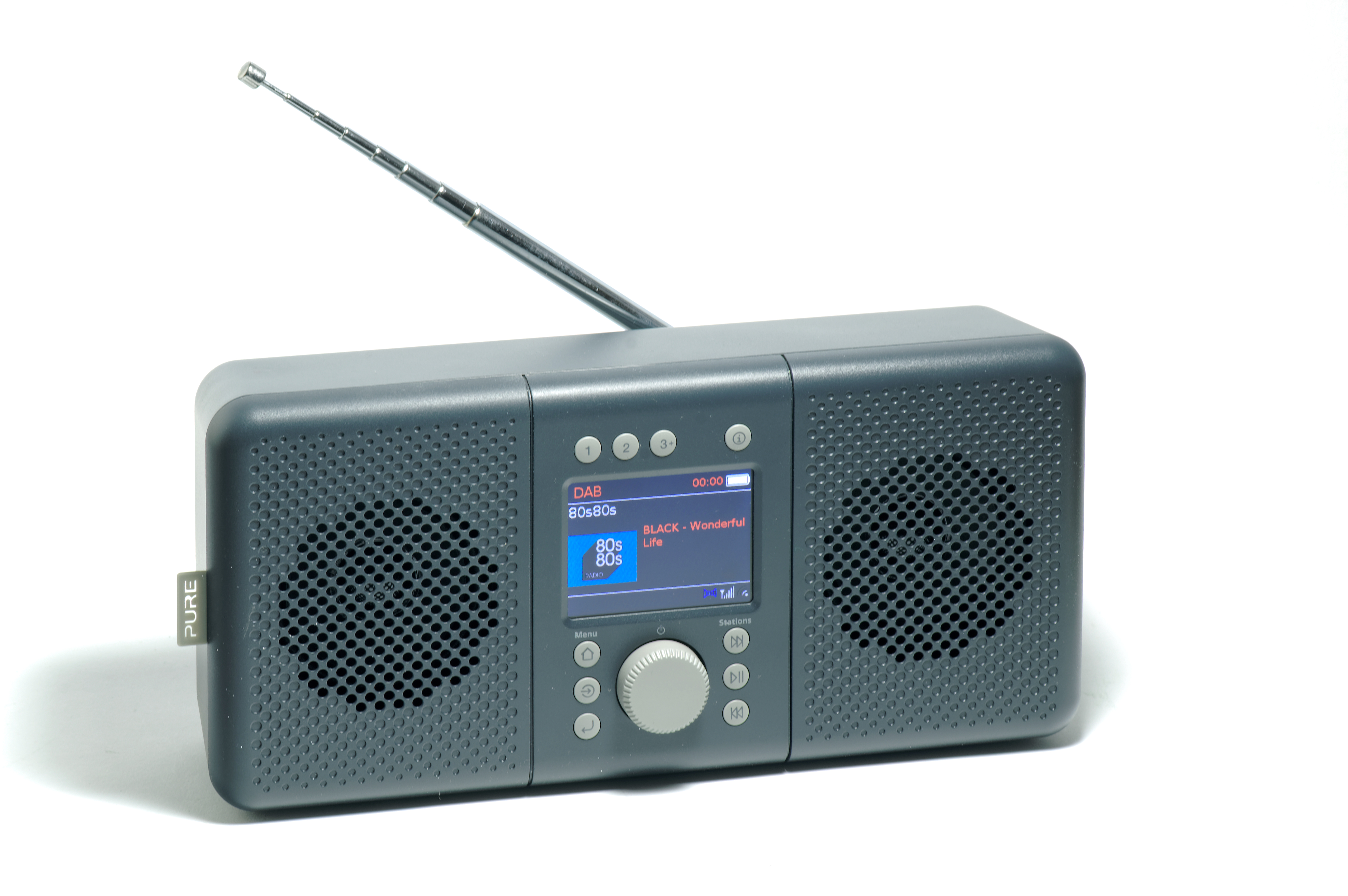
Radio portable stéreo Wi-Fi/DAB+/FM/podcast/Bluetooth

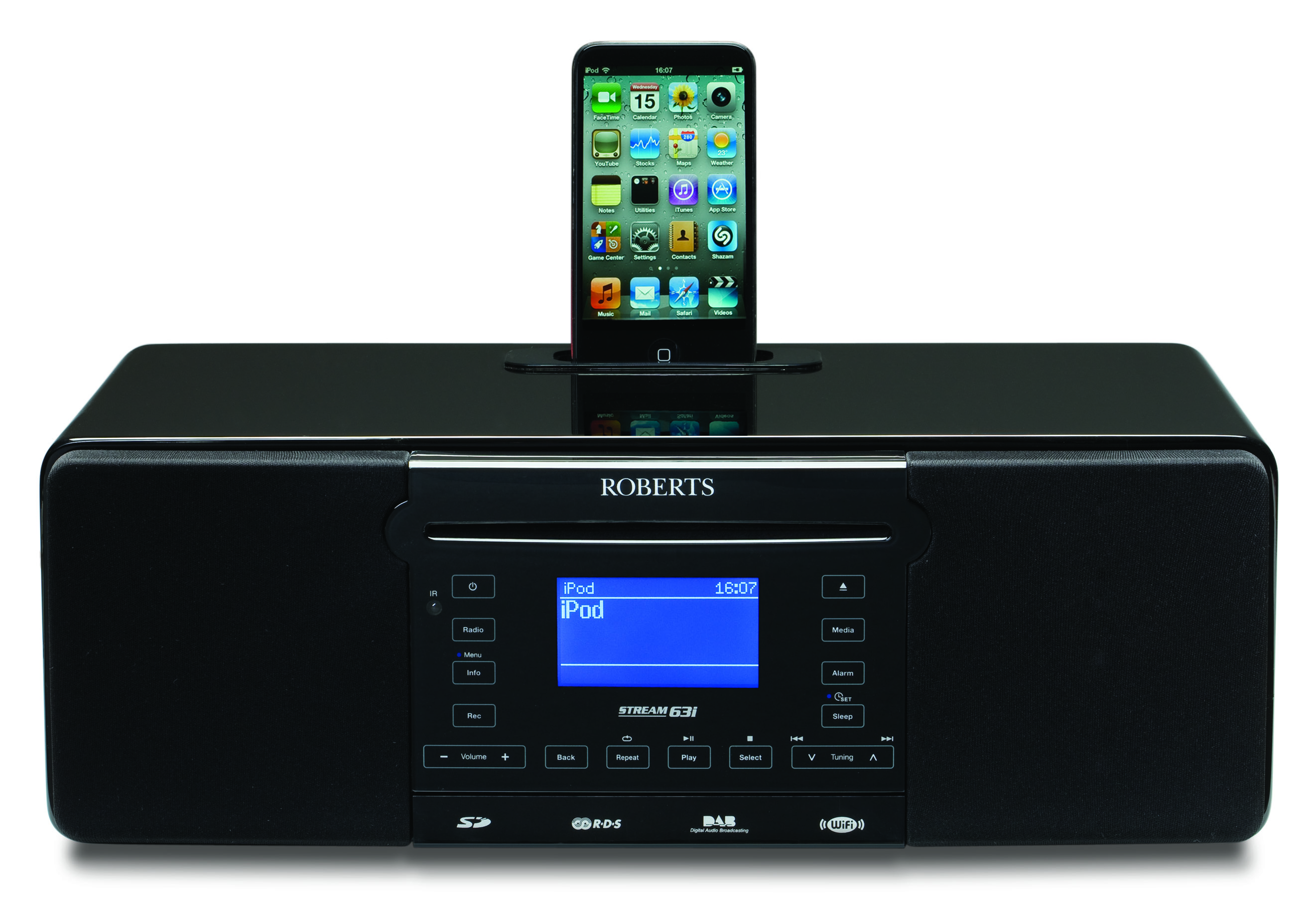
Enregistreur stéreo Wi-Fi/DAB+/FM/CD/MP3/WMA/USB/SDHC/podcast avec baie iPod

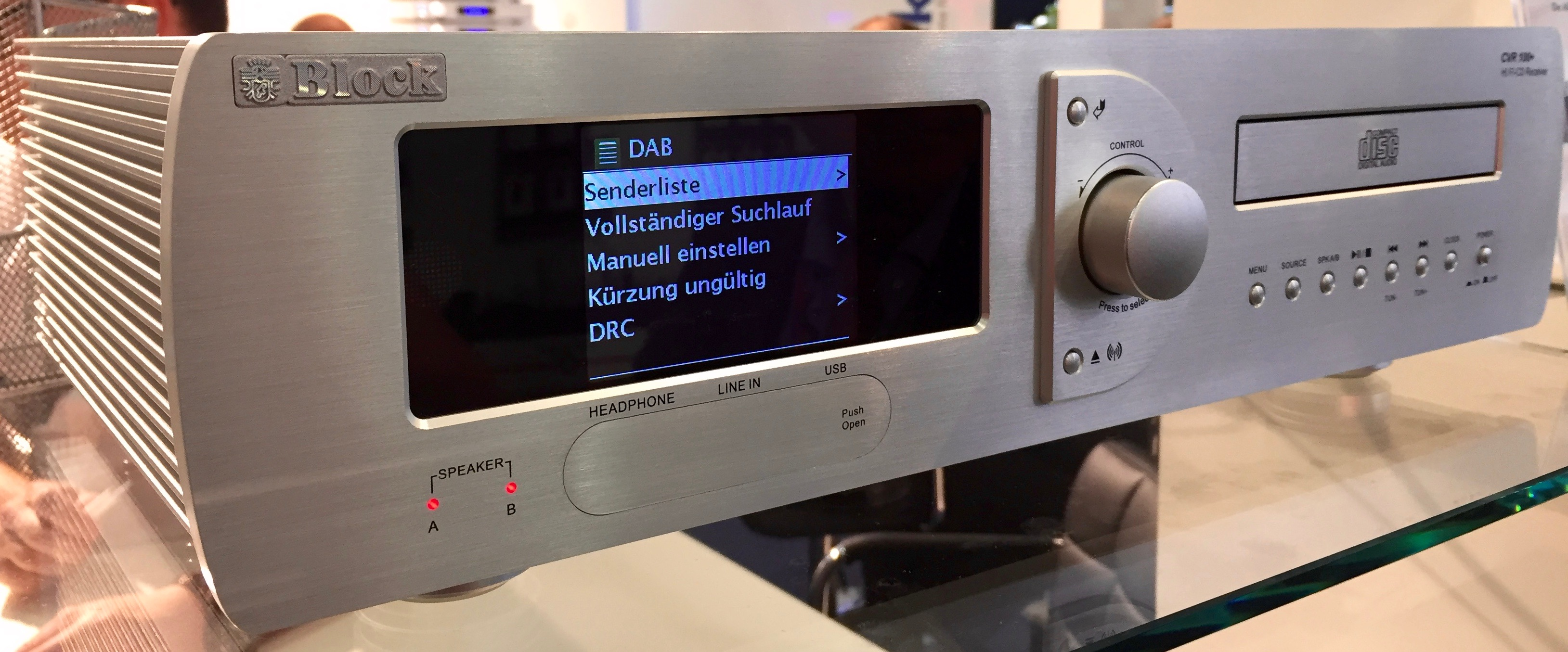
Récepteur stéreo Wi-Fi/DAB+/FM/CD/USB/podcast. DRC = Dynamic Range Control

Voir aussi liste de lecteurs de podcasts (en)
Pour recevoir, lire et cumuler des abonnements, de nombreuses applications sont disponibles, dont :
- Akregator : lecteur de flux RSS intégré à KDE ;
- AmaroK : audio et vidéo prenant en charge les iPod ;
- AntennaPod (en) : agrégateur et lecteur de podcast dans une application au format libre[45]
- Apple Podcasts (ou iTunes sur Windows[46]) : audio et vidéo, prenant en charge les iPod, les iPad et les iPhone ;
- Castbox : lecteur audio sur le web, Android et iOS ;
- Clementine : lecteur audio, support des podcasts ;
- Deezer : plateforme audio ;
- Foobar 2000 : lecteur audio avancé prenant en charge les iPod et utilisant des modules complémentaires ;
- gPodder : agrégateurs de podcasts multiplateforme (GNU/Linux, Windows, MacOS, Android, BlackBerry, etc.) sous licence GPL ;
- Juice - iPodder : audio, vidéo, images et fichiers PDF, sous licence GPL ;
- Netvibes : agrégateur de contenu RSS ;
- Nokia tournant sur maemo ;
- podCloud : agrégateur, annuaire et lecteur de podcast en ligne ;
- Quod Libet : lecteur audio écrit en Python et GTK+ sous licence GPL ;
- Rhythmbox : lecteur audio, webradio, prenant en charge les iPod sous Linux ;
- SoundCloud : lecteur audio, streaming sur des sites tiers, commentaires ;
- Spotify : plateforme audio ;
- VLC media player : audio et vidéo, encodage et streaming, sous licence GPL ;
- Winamp : audio et vidéo prenant en charge les iPod ;
- YouTube Music : plateforme audio et vidéo prenant en charge les podcasts depuis 2023 en remplacement de Google Podcasts[47].

## Terminologie
Les termes « baladodiffusion », « baladodiffuseur », et « balado », ont été proposés par l'Office québécois de la langue française, en octobre 2004 pour les deux premiers et en mai 2005 pour le troisième,,, et consignés dans l'édition 2008 du Petit Larousse, afin de traduire respectivement podcasting, podcaster et podcast, qui sont des nominatifs commerciaux et anglophones. Ces termes français ont été adoptés par certains grands diffuseurs comme Radio-Canada (2005), mais, à quelques exceptions près, pas par les grands médias et diffuseurs européens francophones (français, belges ou suisses). La Commission d'enrichissement de la langue française déconseille l'usage des mots d'origine anglophone (podcasting et podcast) et propose d'utiliser les termes génériques « diffusion pour baladeur » ou « téléchargement ».
Selon la nature du contenu numérique, on précisera de quel type de baladodiffusion il s'agit : « baladodiffusion audio » (audio podcasting ou audiocasting), « baladodiffusion vidéo » (video podcasting ou videocasting), « baladodiffusion radio » (radio podcasting ou radiocasting) ou « baladodiffusion photo » (photo podcasting ou photocasting). On peut également, selon le contexte, désigner le fichier par les termes « balado audio », « balado vidéo », « balado radio » ou « balado photo ».
À l'instar de la radiodiffusion et de la télédiffusion, il est important de différencier le mode de diffusion du produit diffusé (« baladodiffusion » n'est pas synonyme de « balado »). Ainsi, un baladodiffuseur dira : « mon balado de la semaine sur les nouvelles tendances… », « mes émissions sont disponibles par (ou en) baladodiffusion ». Le terme « podcasting » n'est quant à lui que rarement utilisé tel quel, les diffuseurs parlant plus volontiers de [leurs] podcasts (« émission disponible en podcast », etc.).

### Étymologie
Le terme anglais « podcast » est un mot-valise créé incidemment en 2004 par le journaliste de la BBC Ben Hammersley par la contraction d'« iPod », le baladeur à succès d'Apple, et de « broadcast », signifiant « diffusion ». Le mot a fait son entrée dans le New Oxford American Dictionary en 2005 : « Enregistrement numérique d'un programme de radio, ou assimilé, disponible sur Internet pour un téléchargement vers un lecteur audio personnel ». Leo Laporte, un diffuseur américain réputé, et quelques autres mordus tentent d'imposer « netcast » depuis qu'Apple essaie de protéger sa marque des noms comportant l'expression « pod »[réf. nécessaire]. D'autres préfèrent justifier la partie « pod » du terme comme étant un acronyme de « Program on Demand » (« programme à la demande »).
À « podcasting », certains préfèrent parler en anglais de « blogcasting », ou de « webcasting », et plus récemment d'« audioblogging », plus générique.

### Termes utilisés
Le terme « podcasting » est largement utilisé par les médias européens alors que le terme « baladodiffusion » lui est préféré par les médias québécois et ponctuellement sur les radios de Radio France. Le terme « podiffusion » est également utilisé en Suisse.

### Termes connexes
Baladodiffuseur, baladodiffuser, baladodiffusable, balado, fichier balado, baladoémission, baladobillet, balado audio, balado vidéo, carnet audio, audioblogue, baladiffusion, audiocast, carnet vidéo, vidéoblogue, vidéoblog, videocast, vodcast, capsule, podcast, podcasting, podcaster, blogcasting, broadcatching, podcatching, podcaching, phonambulle, blogcasting, podiffusion.